# Jon-Jönstjärnen
Jon-Jönstjärnen är en sjö i Filipstads kommun i Värmland och ingår i Göta älvs huvudavrinningsområde.